# Wiktor Grodzicki

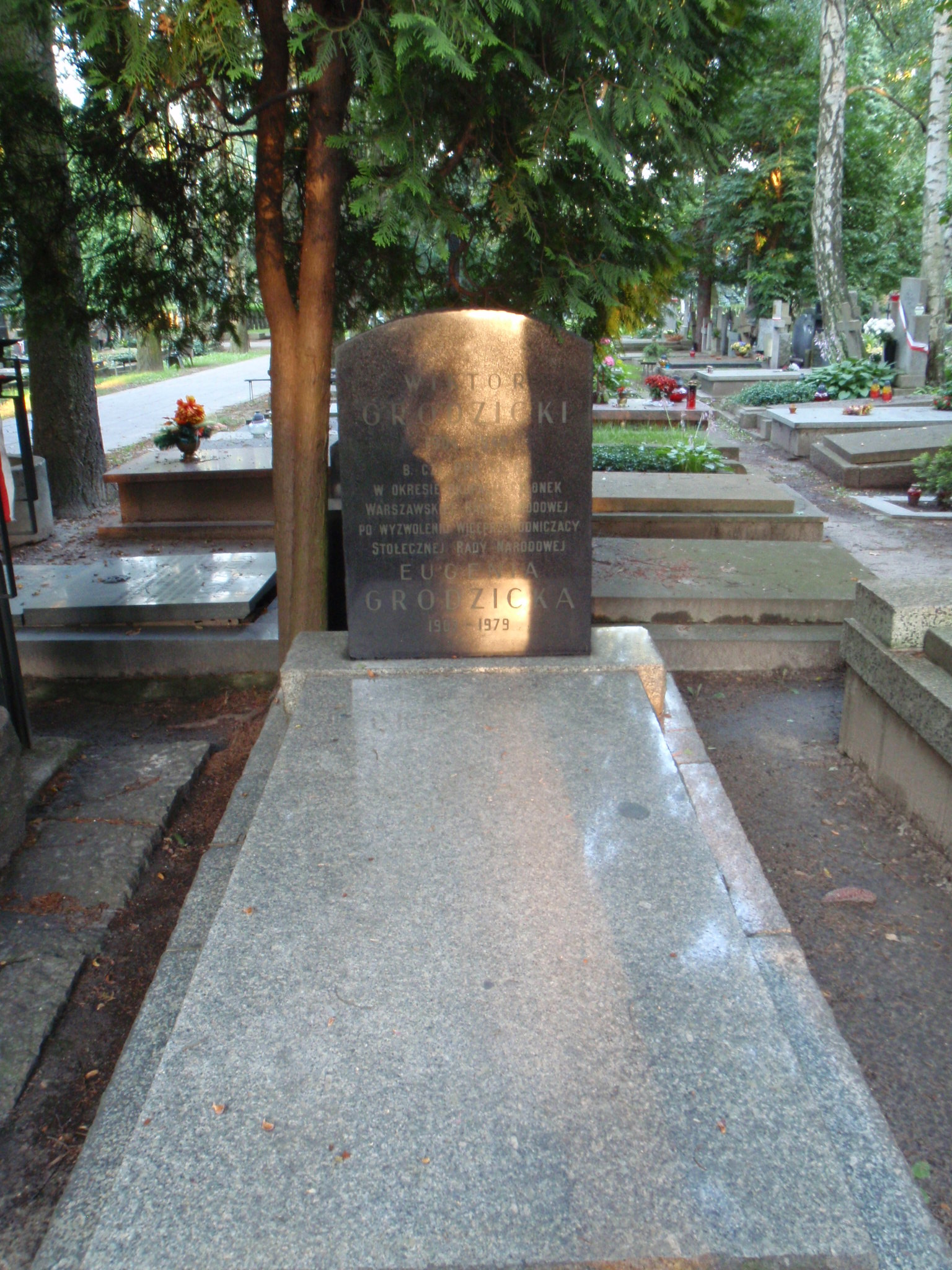
Grób Wiktora Grodzickiego na Cmentarzu Wojskowym na Powązkach w Warszawie

Wiktor Grodzicki (ur. 9 kwietnia 1904 w Warszawie, zm. 10 kwietnia 1948) – polski nauczyciel i działacz partyjny, wiceprzewodniczący Stołecznej Rady Narodowej, poseł do Krajowej Rady Narodowej.

## Życiorys
Ukończył Seminarium Nauczycielskie na Ursynowie, następnie kształcił się m.in. na Wyższej Uczelni Technicznej w Liège. Przez cały okres dwudziestolecia międzywojennego wykonywał zawód nauczyciela. Podczas II wojny światowej wstąpił do PPR, z jej ramienia zasiadał w 1944 w Prezydium Warszawskiej Rady Narodowej. Redagował pisma będące jej organami („Tramwajarz” i „Pracownik Stolicy”). Walczył w powstaniu warszawskim w szeregach Armii Ludowej (na Starym Mieście i na Woli). Na początku 1945 objął funkcję wiceprzewodniczącego Stołecznej Rady Narodowej. W tym samym czasie uzyskał nominację na posła do Krajowej Rady Narodowej.
Zmarł w 1948, został pochowany na cmentarzu Wojskowym na Powązkach (kwatera A 27-Tuje-2).

## Ordery i odznaczenia
- Krzyż Komandorski Orderu Odrodzenia Polski (pośmiertnie, 20 kwietnia 1948)[2]
- Order Krzyża Grunwaldu III Klasy (15 lipca 1945)[3]
- Krzyż Oficerski Orderu Odrodzenia Polski (19 sierpnia 1946)[4]
- Krzyż Walecznych
- Złoty Krzyż Zasługi (11 maja 1946)[5]
- Krzyż Partyzancki
- Medal za Warszawę 1939–1945 (17 stycznia 1946)[6]